# Elisabeth Paulsen
Elisabeth Paulsen, verh. Elisabeth Fuhrmann oder Elisabeth Fuhrmann-Paulsen (* 1879; † 1951), war eine deutsche Dichterin.

## Leben und Schaffen
Elisabeth Paulsen wuchs in Holstein als Tochter des Theologen und Pädagogen Theodor Paulsen auf. Sie heiratete den Schriftsteller und Fotografen Ernst Fuhrmann und lebte mit ihm in Hamburg. Als dieser 1938 nach New York emigrierte, blieb Paulsen mit ihrem Sohn Arend in Deutschland.
Paulsen veröffentlichte drei Gedichtbände sowie die Übersetzung eines Romans von Charles-Louis Philippe. Ihre Gedichte erschienen außerdem in Zeitschriften und Anthologien.

## Werke
Lyrik:
- Jungfrauenbeichte. Gedichtbuch. J. Bensheimer, Mannheim 1908.
- Gedichte. Insel Verlag, Leipzig 1913.
- Leben sagenhaft. Dichtungen. Folkwang-Verlag, Hagen 1920.

Übersetzung:
- Charles-Louis Philippe: Mutter und Kind. Roman. Fleischel, Berlin 1912. (Originaltitel: La mère et l'enfant)